# Passwd (lệnh)
passwd là một công cụ trên các hệ điều hành Unix và tựa Unix, dùng để thay đổi mật khẩu của một người dùng. Mật khẩu người dùng nhập vào sẽ được đưa vào một hàm tạo khóa dẫn xuất để tạo ra một bản băm của chuỗi mật khẩu, sau đó chuỗi băm sẽ được lưu trữ.
Khi người dùng đăng nhập, mật khẩu đưa vào sẽ được xử lý bằng hàm tạo khóa dẫn xuất nói trên và chuỗi băm được so sánh với chuỗi đã lưu trữ trong hệ thống. Nếu trùng hợp, mật khẩu đó được chấp nhận .
Lệnh passwd thường dùng để thay đổi mật khẩu của các tài khoản cục bộ, và trên hầu hết hệ thống, lệnh cũng có thể thay đổi mật khẩu trên một hệ quản lý xác thực như NIS, Kerberos, hay LDAP.
Trong quá khứ, trên các hệ thống xác thực khác nhau, người ta sử dụng các lệnh khác nhau để đổi mật khẩu. Ví dụ lệnh dùng để thay đổi mật khẩu NIS là yppasswd. Điều này làm lãng phí tài nguyên khi một số hàm giống nhau được cài đặt nhiều lần. Trong hầu hết các bản cài đặt hiện tại, chỉ có một lệnh passwd duy nhất trên hệ thống, và việc thay đổi mật khẩu được trao cho các mô đun xác thực nối ghép (PAM: pluggable authentication module).